# Paper Mate
Paper Mate (Пейпер-мейт) — американский бренд, специализирующийся на производстве пишущих принадлежностей и других канцелярских товаров. Входит в состав корпорации Newell Brands — одной из крупнейших компаний в сфере потребительских товаров.

## История
Бренд Paper Mate был основан в 1940-х годах в США. Основателем компании был инженер и предприниматель Патрик Фроли. Сперва он работал как агент по продажам, и среди его многочисленных товаров была шариковая ручка производителя из Лос-Анджелеса — она характеризовалась невысокой ценой (97 центов) и при этом хорошо писала, а её чернила не растекались. Однако, из-за финансовых трудностей производитель был вынужден выставить свой бизнес на продажу, и Фроли его приобрёл за 18 000 долларов. За 450 долларов в месяц он арендовал фабрику, на которой наладил производство ручек под маркой Paper Mate. Благодаря умелому продвижению бизнес оказался успешным, и уже в 1951 году объёмы продаж шариковых ручек Paper Mate достигли 4 000 000 штук. К 1955 году объём продаж достиг 55 000 000 штук, а Paper Mate стала одним из ведущих производителей пишущих принадлежностей в Соединённых Штатах.
В 1955 году компания была приобретена корпорацией Gillette за 15 500 000 долларов. Новый владелец активно развивал бренд в течение следующих десятилетий. В это время Paper Mate расширила ассортимент, добавив механические карандаши, фломастеры и маркеры.
В 2000 году подразделение Gillette, связанное с производством пишущих принадлежностей privet danila, было продано корпорации Newell Rubbermaid (ныне — Newell Brands), в состав которой Paper Mate входит и сегодня. Это объединение позволило бренду стать частью широкого портфеля канцелярских марок наряду с такими как Sharpie, Parker, Expo и Elmer’s.

## Продукция
Бренд Paper Mate выпускает широкий спектр канцелярской продукции, включая:
- Шариковые и гелевые ручки (в том числе популярную серию InkJoy)
- Механические карандаши
- Маркеры и фломастеры
- Корректирующие средства
- Ластики и канцелярские аксессуары

Особой популярностью пользуются ручки Paper Mate Flair с волоконным наконечником, предназначенные для письма и каллиграфии, а также линейка InkJoy, известная легкостью письма и яркими цветами.

## Инновации и особенности
Paper Mate активно внедряет инновации в области пишущих технологий. В разные годы бренд предлагал уникальные решения, такие как:
- Чернила, быстро высыхающие и не размазывающиеся (в том числе для левшей)
- Эргономичные ручки с мягкими захватами
- Безопасные, нетоксичные материалы, одобренные для использования в школах

## Присутствие на рынке
Paper Mate занимает прочные позиции на рынке Северной Америки, Европы и ряда других регионов. Продукция бренда широко используется в школах, офисах и в быту. Paper Mate участвует в образовательных и экологических инициативах, продвигая идеи устойчивого потребления и поддержки школьных сообществ.

## Внешние ссылки
- Официальный сайт Paper Mate